# 온천탕 타임머신
《온천탕 타임머신》(영어: Hot Tub Time Machine)은 2010년 공개된 미국의 SF 코미디 영화이다. 존 큐색, 롭 코드리, 크레이그 로빈슨, 클라크 듀크가 호텔 온천탕을 통해 1986년 과거로 돌아가게 된 네 주인공을 연기하였다. 이들은 현재로 돌아올 방법을 찾는 과정에서 각종 소동을 겪는다. 그 외에 크리스핀 글러버, 리지 캐플런, 체비 체이스 등이 출연하였다.
2015년 속편 《핫 텁 타임머신 2》가 개봉하였다.

## 줄거리
사이가 멀어진 세 중년 친구들 애덤, 닉, 루는 루가 자살 시도로 의심되는 일산화 탄소 중독 사건을 겪은 것을 계기로 재회하여 애덤의 조카 제이컵까지 끼워 셋이 젊어서 자주 찾던 스키장을 찾는다. 넷은 호텔방 온수 욕조에 몸을 담그던 중 술에 취해 부지불식간에 제어판에 에너지 음료를 쏟는다.
다음 날 애덤, 루, 닉은 자신들이 1986년 당시 몸으로 시간 여행을 했음을 깨닫는다. 이 시점에 아직 태어나지 않은 제이컵은 현재 시간대 외형 그대로 이동했지만 때때로 모습이 깜빡거린다. 이들은 나비 효과를 일으켜 역사에 피해를 끼치는 사태를 최소화하기 위해 과거에 벌어졌던 일을 그대로 재현하기로 한다.

## 출연
- 존 큐색 - 애덤 예이츠 역
  - 제이크 로즈 - 1986년의 애덤 역
- 롭 코드리 - 루 "바이얼레이터" 도천 역
  - 브룩 베넷 - 1986년의 루 역
- 크레이그 로빈슨 - 닉 웨버애그뉴 역
  - 알리우 오요포 - 1986년의 닉 역
- 클라크 듀크 - 제이컵 예이츠 역
- 체비 체이스 - 수리공 역
- 콜렛 울프 - 켈리 예이츠 역
- 크리스핀 글러버 - 필 웨드마이어 역
- 세바스티안 스탄 - 블레인 역
- 리지 캐플런 - 에이프릴 드레넌 역
- 크리스털 로 - 조이 역
- 켈레이 스튜어트 - 코트니 애그뉴 역
  - 오데사 로젠 - 9살의 코트니 역
- 린지 폰세카 - 제니 역
- 찰리 맥더멋 - 채즈 역
- 제시카 파레 - 타라 역
- 윌리엄 재브카 - 릭 스틸먼 역

## 기타 제작진
- 협력 제작: 존 앨버니스
- 배역: 수지 패리스, 린 캐로
- 미술: 밥 젬비키
- 세트: 질 스프레이레이건 헹클
- 의상: 데이나 핑크